# المحكمة العليا الجورجية (دولة)
تمثل المحكمة العليا في جورجيا المحكمة الإدارة العليا والنهائية من العدالة في البلاد تأسست في عام 2005 في محكمة الدرجة النقض. وهي تقع في تبليسي، عاصمة جورجيا.

## روابط خارجية
- رئيس المحكمة العليا في جورجيا
- القضاء الإصلاح في جورجيا